# Братский (Башкортостан)
Братский (баш. Братский) — деревня в Иглинском районе Республики Башкортостан Российской Федерации. Входит в состав Ивано-Казанского сельсовета. 

## География

### Географическое положение
Расстояние до:
- районного центра (Иглино): 33 км,
- центра сельсовета (Ивано-Казанка): 3 км,
- ближайшей ж/д станции (Иглино): 33 км.

## Население
| 2002 | 2009 | 2010 |
| ---- | ---- | ---- |
| 4    | ↘2   | ↗10  |

Национальный состав
Согласно переписи 2002 года, преобладающая национальность — русские (100 %).